# Diecezja Porto
Diecezja Porto (łac. Dioecesis Portugallensis) – diecezja Kościoła rzymskokatolickiego w Portugalii. Należy do metropolii Bragi. Została erygowana w IV wieku.